# Benno Rigger
Benno Rigger es un deportista austríaco que compitió en judo. Ganó una medalla de bronce en el Campeonato Europeo de Judo de 1961, en la categoría 1.er dan.

## Palmarés internacional
| Campeonato Europeo | Campeonato Europeo | Campeonato Europeo | Campeonato Europeo |
| Año                | Lugar              | Medalla            | Categoría          |
| ------------------ | ------------------ | ------------------ | ------------------ |
| 1961               | Milán (Italia)     | Medalla de bronce  | 1.er dan           |